# Can Plana de Dalt
Can Plana de Dalt és una obra del municipi de Vallgorguina (Vallès Oriental) inclosa en l'Inventari del Patrimoni Arquitectònic de Catalunya.

## Descripció
Es tracta d'una masia de planta rectangular. Consta de planta baixa i un pis. La coberta és a dues vessants. La façana és de composició simètrica, té un portal d'entrada de pedra amb arc de mig punt i les finestres són també de pedra i d'arc pla.

## Història
No se sap exactament la data de construcció, però hi ha una data a la porta: 1851. També hi apareix el nom de Pau Plans.
Aquesta masia en un principi era de pagès, però actualment està destinada a segona residència. Encara conserva les quadres dels animals, amb bens i vaques.